# MIM-72 Chaparral
Il Chaparral, missile SAM mobile a corto raggio,  è stato un ripiego, abbastanza efficace, al fallimento del Mauler.
Esso, entrato in servizio alla fine degli anni sessanta, consiste in una rampa quadrupla con operatore al centro, protetto da uno schermo di plexiglas, e missili derivati dai AIM-9 Sidewinder 'D', i primi con la testa di ricerca IR raffreddata, per ottenere migliore sensibilità al calore.
Lo scafo è quello dell'M548,ovvero un cingolato non corazzato derivato dalla meccanica dell'M113, della cui famiglia è considerato parte o quantomeno discendente. Tutto quello che doveva fare l'operatore era muovere la torretta a giro d'orizzonte e cercare eventuali aerei nemici, acquisirne la traccia termica grazie al sibilo che gli veniva trasmesso in cuffia (come nel caso dei Sidewinder per aerei), e poi lanciare.
I missili avevano un peso di circa 80 kg e un raggio di 6 km, con quota di 3 e testata di 11 kg, recapitabile a velocità di mach 2 e azionabile anche da spoletta radio di prossimità. Le schegge d'acciaio lanciate dai 4,5 kg di esplosivo ad alto potenziale erano capaci di bucare 1 cm di acciaio a 10 metri.
Nonostante tali impressionanti prestazioni, e nonostante che il veicolo di lancio fosse anfibio, questo sistema era tutt'altro che perfetto: mancava di capacità di scoperta radar sull'orizzonte, era solo un sistema diurno, i missili pronti al lancio erano pochi e per giunta, davvero molto grandi e costosi per essere dei semplici ordigni a corto raggio antiaerei. L'ingaggio frontale di aerei, possibile forse ad alta quota (-40 gradi), nel calore di quella bassa era troppo difficile per la mancanza di contrasto termico tra aereo e aria.
L'SA-9 Gaskin, simile e basato su scafo BRDM-2, riusciva a compiere quasi lo stesso livello di lavoro, con uno scafo leggermente corazzato e missili da 30 kg.
La produzione è stata di centinaia di veicoli, alcuni dei quali esportati, e decine di migliaia di missili. Per aggiornare il sistema, grazie ai progressi della tecnologia e alla disponibilità di fondi per le F.A. statunitensi, è stato originato il 'Chaparral modificato' MIM-72B, con l'installazione negli anni '80 di una camera termica di ricerca con capacità notturna (anche se non totalmente ognitempo e certo senza capacità di eseguire una ricerca sui 360 gradi continua), e soprattutto missili migliorati, derivati dagli AIM-9L, con gittata, manovrabilità e capacità d'ingaggio migliorate (incluso l'ingaggio frontale di bersagli in avvicinamento).
Tuttavia, appena finito l'aggiornamento, il sistema è stato tolto dalla linea nel 1997 e accantonato nei depositi della National Guard.
All'estero ha avuto successo limitato, nonostante la sua economicità. È stato tra gli altri acquistato da Taiwan, con un ultimo lotto del 1996 vertente in 700 missili e 48 lanciatori. Anche la versione navale venne sviluppata, sempre per far fronte al fallimento del Mauler, e venne impiegata per breve tempo su alcune navi americane, specialmente come difesa anti-MiG in Vietnam, e a tutt'oggi è presente su quelle taiwanesi. Essa si basa sempre su una torretta brandeggiabile con 4 missili e operatore al centro. La nave, se non altro, gli dovrebbe fornire rapidamente le coordinate di eventuali incursori.